# Рульдаб
Рулдаб — село в Чародинском районе Дагестана. Входит в сельсовет «Ирибский».
Находится в 14 км к югу от с. Цуриб. Снизу село Нукуш, после Ириб. Расстояние от села до дороги, покрытой асфальтом, составляет 8 км.
В селе есть электричество, вода. Имеется мечеть.

## Население
| 1869 | 1888 | 1895 | 1926 | 1939 | 1970 | 1989 |
| ---- | ---- | ---- | ---- | ---- | ---- | ---- |
| 89   | ↗147 | ↘145 | ↗153 | ↗171 | ↗183 | ↘100 |
| 2002 | 2010 | 2021 |      |      |      |      |
| ↘41  | ↘36  | ↗47  |      |      |      |      |

На 2021 год численность более 1 000 человек.